# Yogendra Dutt
Yogendra Dutt – fidżyjski trener piłkarski.

## Kariera trenerska
Od 2006 do 2009 roku trenował Ba FC. W lutym 2009 został mianowany na selekcjonera narodowej reprezentacji Fidżi. W 2011 ponownie stał na czele Ba FC.

## Sukcesy i odznaczenia

### Sukcesy trenerskie
- mistrz League Championship (for Districts): 2006, 2008, 2011, 2012, 2013
- mistrz Inter-District Championship: 2006, 2007, 2013
- mistrz Battle of the Giants: 2006, 2007, 2008, 2012, 2013